# Электронно-лучевое покрытие EBC

## Электронно-лучевое покрытие (Electron Beam Coating – EBC)
Электронно-лучевое покрытие с высоким коэффициентом пропускания света – это технология многослойного просветляющего покрытия, разработанная для улучшения различных элементов в высококачественных объективах, применяемых в телевизионном производстве.
Оптика с EBC обладает высокой пропускной способностью света и низким коэффициентом отражения в широком диапазоне полосы пропускания.
Линза без нанесения просветляющего покрытия отражает приблизительно 4-5% светового потока.
С помощью технологии электронно-лучевого покрытия поверхность каждой линзы обрабатывается таким образом, чтобы пропускать более 98% входящего света.
Это достигается путём испарения тщательно подобранных материалов с помощью электронно-лучевой пушки. Пушка нагревает материал до строго определенной температуры, обеспечивающей необходимую толщину слоя.
Технология электронно-лучевого покрытия используется в оптике HD класса.
Данная технология была разработана и запатентована японской компанией Fujinon Corporation (Fujifilm Corporation) в 1969 году.